# Un noi celestial
Un noi celestial (títol original: The Heavenly Kid) és una pel·lícula estatunidenca dirigida per Cary Medoway i estrenada l'any 1985.
Ha estat doblada al català

## Argument
Al començament dels anys 1960, Bobby Fontana, un jove greaser, repta Joe Barnes per haver flirtejat amb la seva  amiga Emily. Tots dos han de conduir un vell cotxe en direcció a un precipici tirant-se per la porta el més tard possible. Joe ho aconsegueix, però Bobby queda atrapat i mor en la caiguda del seu vehicle.
Bobby desperta en un ramal de metro que s'atura en una parada on es troba una immensa escala automàtica que porta cap a una gran llum blanca, el Paradís. A Bobby no el deixen entrar, i un motard anomenat Rafferty l'informa que no és encara a punt i que primer hauran de fer una missió abans de poder entrar al Paradís. Després d'haver passat diversos anys al Purgatori, Bobby torna a la Terra per ser l'amic i l'àngel guardià de Lenny, un estudiant prometedor però que sovint se li enfoten els seus camarades, i en particular dos pocavergonyes, Fred i Bill. No obstant això, Bobby té per consigna de no mostrar-se a prop de Lenny.

## Repartiment
- Lewis Smith : Bobby Fantana
- Jason Gedrick : Lenny Barnes
- Jane Kaczmarek : Emily Barnes, la mare de Lenny
- Richard Mulligan : Rafferty, l'àngel motard
- Mark Metcalf : Joe Barnes, el pare de Lenny
- Bonic Dremann : McIntyre / Bill
- Stephen Gregory : Fred Gallo
- Anne Sawyer : Sharon
- Nancy Valen : Melissa, l'amiga de Lenny

així com
- Lynne Griffin : una criada
- Christopher Greenbury : l'home del hot-dog